# 戦翼のシグルドリーヴァ
『戦翼のシグルドリーヴァ』（せんよくのシグルドリーヴァ）は、A-1 Pictures制作による日本のテレビアニメ作品。略称は『シグルリ』。2020年10月から12月までTOKYO MXほかにて放送された。
シリーズ構成・脚本を長月達平、キャラクター原案を藤真拓哉、世界観設定・設定考証を鈴木貴昭が手がける空戦ファンタジーオリジナルアニメ作品。現代日本を舞台に、地球上に現れたあらゆる生命の敵性存在「ピラー」と、第二次世界大戦前後の実在する世界各国の航空機を模した「英霊機」に乗って戦う「戦乙女」の姿を描く。
当初は2020年7月よりテレビアニメの放送が予定されていたが、2019新型コロナウイルスの感染拡大を受けて同年10月へ放送延期となった。

## あらすじ
2019年、突如地球に現れ、あらゆる生命を脅かす存在「ピラー」に打つ手もなく追い込まれていく人類に手を差し伸べたのは、「オーディン」と名乗る神であった。オーディンはピラーに対抗する術として、戦乙女「ワルキューレ」と英霊機を人類に授け、反撃を宣言した。
それから数年後の2025年夏。日本では富士山を占拠する巨大なピラーと、六車・宮古、駒込・アズズ、渡来・園香の戦乙女3人が戦いを繰り広げていた。そこに欧州から訳ありのエースパイロット、クラウディア・ブラフォードがやって来る。

## 登場人物
年齢等は特記なき場合アニメ時点でのもの。

### 館山基地
クラウディア・ブラフォード　
声 - 山村響
本作の主人公。使用機はグラディエーター MkII。2006年9月13日生まれの18歳。B型。館山基地着任後の愛称はクラウ。コールサインはブレイド1。金髪の長いストレートヘアが特徴。欧州から日本にやってきた訳ありのエースパイロットで、「シュヴェルトライテ」の名を持つネームドワルキューレ。オーディンから特別扱いされており、ヴァルハラへと続く門戸を開閉できる力を保有している。
切り札として3発限りの魔弾「ティルヴィング」を持つがそのうち1発はアルプス山脈モンブランのセカンダリー・ピラーに使用され、これを破壊している。また、所属する部隊が尽く壊滅しその損耗率が99.9%となることから「死神」と呼ばれていた。
『戦翼のシグルドリーヴァ Rusalka（下）』では、突然眠りに落ちる発作を起こす妹のシーリーンをピラーから守るため、持ち前の体力を生かして逃避行を続けていたところを、オーディンの命を受けたルサルカらに保護された。その後ヴァイナハテン決戦に際しシーリーンを守るため自ら志願し戦乙女となった。
なお、出身はイギリスのシェフィールドであるが、これは軍人である父親の仕事の都合であり、実家は北欧となっている。
六車・宮古（むぐるま・みやこ）
声 - 稗田寧々
使用機はキ44-II乙。7月14日の17歳。A型。愛称はミコ。部隊のムードメーカーであり、黒髪を大きな赤いリボンでポニーテールにまとめ和風な服を着ている元気っ子。
武家の出身であり、幼い頃から礼儀作法や武術などを学んできており、基地内の道場において毎朝鍛錬をしている。「戦乙女に見送られた者は英雄になれる」という噂を信じている。
駒込・アズズ（こまごめ・アズズ）
声 - M・A・O
使用機はHe100D-1。12月2日の17歳。O型。愛称はアズ。コールサインはアノニューム。白髪のウェーブがかったセミロングにサイドテールが特徴。人類最高の頭脳と言われる天才で英霊機の改造や作戦立案に携わっているが、その反面運動神経が鈍い。また皮肉屋で意地っ張り。ワルキューレとしての適性、技量は館山基地所属の他の3人よりも低いとオーディンに指摘されている。
渡来・園香（わたらい・そのか）
声 - 菊池紗矢香
使用機はM.C.72R。4月27日の14歳。AB型。愛称はソノ。ピンク髪で肩から髪を垂らしている。わずか11歳にして戦乙女に着任したベテランであり、次期ネームド候補とされるほど才能に恵まれている天才肌のワルキューレ。クラウディアを含めた館山基地の戦乙女達の中で最年少ながら一番の戦歴を重ねている。
『戦翼のシグルドリーヴァ Sakura』において第一次戦乙女選抜試験に参加し、戦乙女となった。
鈴原・くるみ（すずはら・くるみ）
声 - 高尾奏音
使用機はP-51D。14歳。勉強は苦手だが英霊機の操縦に長けた戦乙女。
石動・萌（いするぎ・もえ）
声 - 相良茉優
使用機はP-51D。14歳。英霊機の操縦と座学の両方で好成績を残す秀才。
本庄・美智（ほんじょう・みさと）
声 - 堀江由衣
館山基地のオペレーター。25歳。しっかり者。
『戦翼のシグルドリーヴァ Sakura（上）』において第一次戦乙女選抜試験に参加するものの、第一次浜松攻防戦においてピラーの攻撃から園香を庇い負傷したことで戦乙女になることはなかった。天塚と神宮寺と同じく元自衛官であり、二人の同期。真面目な性格であるが故、不真面目な天塚とは相性が悪いと神宮寺に言われていた。
和浦・野乃（かずうら・のの）
声 - 日高里菜
館山基地のオペレーター。22歳。冷静沈着で仕事熱心。
『戦翼のシグルドリーヴァ Sakura（下）』では浜松基地の航空管制官（オペレーター）として登場し、桜のオペレーターを担当した。
御厨・小町（みくり・こまち）
声 - 上坂すみれ
館山基地のオペレーター。20歳。ハツラツとして、そそっかしい。
里見・一郎（さとみ・いちろう）
声 - 平田広明
館山基地の司令官。階級は一等海佐。見た目とは裏腹に優秀であり、基地での信用も厚い。
『戦翼のシグルドリーヴァ Sakura（上）』では第一次戦乙女選抜試験の後編成された日本初の戦術姫隊の指揮官に就任しており渡来・園香とはこの時以来の面識がある。また、本庄・美智は選抜試験以前に所属していた基地での部下であり、こちらもこの時以来の面識がある。なお沖田・桜とは彼女の父歳三を通じて幼少期からの旧知の仲である。
『戦翼のシグルドリーヴァ Sakura（下）』では百里基地の司令官を務めており、天塚・弥生と神宮寺・晃が撃墜された責任を取らされ館山基地に左遷された。
第7話において富士プライマリーピラー攻略戦が撤退戦に移行した直後、沖田・歳三の指示により予備司令部行きを命じられたことでトールの雷撃から逃れた。そして北欧神話に関する真実をクラウ達が持ち帰ったことにより、各国との調整に奔走し、最終的に第二次ラグナロク作戦の指揮を取った。
整備班長
声 - 千葉繁
館山基地に所属する整備士たちを取りまとめる班長。英霊機の大半であるレシプロ機や、最新鋭のジェット戦闘機まで幅広く整備することができるベテラン。

#### シールド隊
館山基地の「シールド隊」に所属する屈強な肉体を持つ男たちで、それぞれ推しの戦乙女がいる。搭乗機体はF-15J。
なお、『戦翼のシグルドリーヴァ Sakura（下）』において、自身を「グラサン」と名乗るF-4ファントムのパイロットが登場しているが、後述の「グラサン」と同一人物かは明記されておらず不明。
ロン毛
声 - 中村悠一
日焼けしておりロングヘアーに赤いハチマキを巻いている。第12話においてトールの雷撃から宮古を守り戦死。
金髪
声 - 杉田智和
金髪。第12話においてトールの雷撃から宮古を守り戦死。
グラサン
声 - マフィア梶田
スキンヘッドにサングラスをかけている。第12話においてトールの雷撃から宮古を守り、宮古に向けてトールが振り下ろすハンマーへ体当たりし、戦死。

### Rusalka
ルサルカ・エヴァレスカ
声 - 茅野愛衣
使用機はスピットファイア Mk.IX。24歳。優秀だが融通の効かない銀髪のセカンド・ワルキューレ。『戦翼のシグルドリーヴァ Rusalka』の主人公。
『戦翼のシグルドリーヴァ　Rusalka（上）』ではセネア・スティングル、ヴィクトリカ、カナンと小隊を編成しその隊長を務めており、その後シグルドリーヴァ隊隊長を経てシグルドリーヴァ隊司令に着任、クラウディアを館山基地に派遣した。戦乙女としては珍しいピラー出現以前からの軍人であり、「戦翼の日」の生存者のうち唯一戦乙女となった。
アニメでは第1話においてクラウディアに館山基地への転属を命じた。
エイミー
使用機はフューリー Mk.I。金髪と紅眼を持つ、世界でただ一人のファースト・ワルキューレ。家名はオーディンに捧げている。パンドラの悲劇においてセカンダリピラーと相打ちとなり自身が率いるシグルドリーヴァ隊に所属するセネア、ヴィクトリカ、カナンと同じく戦死した。
ナタリー・チェイス
使用機はスピットファイア Mk.IX。サード・ワルキューレ。戦乙女小隊の指揮官を務めるほどの逸材であり、貴族の家の出身。
『戦翼のシグルドリーヴァ　Rusalka』ではハンブルク基地に所属する戦乙女小隊の隊長を務めていたが、シグルドリーヴァ隊設立に伴い同隊の副隊長を務め、ヴァイナハテン決戦において戦死した。
リズベット・クラウン
声 - 小松未可子
使用機はBf109G-6。20歳。愛称はリズ。「ロスヴァイセ」の名を持つネームドワルキューレ。『戦翼のシグルドリーヴァ　Rusalka（下）』時点ではシグルドリーヴァ隊に所属していた。
第6話における富士プライマリー・ピラー殲滅作戦に際しレイリーと共に来日、作戦に参加した。撤退戦の際に一時生死不明となり弥生ら救出部隊により救い出されるものの片目を失う重傷を負った。第10話で退院、11話及び12話において第二次ラグナロク作戦に参加し、日本アルプスでウニピラーと戦いそれを撃破した。
レイリー・ハルティア
声 - 上田瞳
使用機はスピットファイア Mk.IX。21歳。愛称はリリー。「ジークルーネ」の名を持つネームドワルキューレ。メガネをかけている。『戦翼のシグルドリーヴァ　Rusalka（下）』時点ではシグルドリーヴァ隊に所属していた。
第6話における富士プライマリー・ピラー殲滅作戦に際し、リズベットと共に来日し作戦に参加するが、プライマリー・ピラー内部の戦いでトールの雷槌に巻き込まれて戦死した。
アルマ・コントーロ
声 - 鬼頭明里
使用機はランカスター Mk.IS。黒髪に褐色の肌を持つマイペースな、「スヴェイズ」の名を持つネームドワルキューレ。大型爆弾グランドスラムでピラーに大きな打撃を与える。『戦翼のシグルドリーヴァ　Rusalka（下）』時点ではシグルドリーヴァ隊に所属していた。アニメ時点では第201戦術姫隊に所属。
アニメでは第6話及び第11話に登場し、グランドスラムを用いて富士プライマリピラーの外壁を破壊した。
アレハンドロ・オストレイ
スペイン空軍所属の、「ラミアの奇跡」を成し遂げた英雄。金髪緑眼。ラミアの奇跡と地続きとなるトロイ作戦では指令室での雑務担当だったが、ピラーの攻撃により将校が多数戦死したことから大尉ながら同戦域の指揮をとることとなった。
『戦翼のシグルドリーヴァ　Rusalka』ではハンブルク基地攻防戦での功績を評価されシグルドリーヴァ隊の指揮官となった。ヴァイナハテン決戦において戦死。

### Sakura
沖田・桜（おきた・さくら）
使用機はP-51。『戦翼のシグルドリーヴァ Sakura』の主人公。Sakura（上）時点では16歳。「オルトリンデ」の名を持つネームドワルキューレ。11歳の渡来・園香と共に第一次戦少女選抜試験に参加、戦乙女となった。
『戦翼のシグルドリーヴァ Sakura（下）』において、2023年に神宮寺を死亡させ天塚を撃墜した「不可視」のピラーに単機で戦闘を行い、相打ちとなり死亡した。アニメ本編では彼女が戦死したことがきっかけでクラウディアが館山基地へと派遣されることとなった。
天塚・弥生（あまつか・やよい）
声 - 井上麻里奈
使用機はF7F。24歳。愛称は姉御。園香には「お姉ちゃん」と呼ばれて慕われている。かつては「ヘルムヴィーゲ」の名を持つネームドワルキューレであったが、2023年に「不可視」のピラーにより撃墜されたことをきっかけにクラウディアがシュヴェルトライテとなるのに代わる形でネームドワルキューレとしての登録を抹消されA級となった。ネームド当時のコールサインはアレス1。所属部隊は第901戦術姫隊
『戦翼のシグルドリーヴァ　Sakura（上）』では現役自衛官であり、同僚の神宮寺・晃と共に第一次戦乙女選抜試験に参加、戦乙女となった。この選抜試験において、民間人を戦乙女として戦わせることへの自衛官としての強い抵抗から、神宮寺や本庄などの同期の自衛官と共謀して民間人を辞退させようと画策した。
アニメ本編では第4話、チンアナゴピラーの撃破作戦時より登場。松樹・元春、竹内・博、梅原・良悟の3人からなる専属のシールド隊を連れ各地を転戦している。富士プライマリー・ピラー殲滅作戦失敗に際して戦場に取り残された味方の救出部隊に志願し、リズベットを救い出したものの戦死した。なお、第6話において2023年の「不可視」のピラーとの戦いにおいて園香の英霊機に細工をし飛べないようにしたのは自分だと発言しているが、実際に細工をしたのは天塚ではなく神宮寺である。
神宮寺・晃（じんぐうじ・あきら）
使用機は赤色に塗装されたF7F。コールサインはアレス2。一人称は「あーし」で語尾に「ッス」を付ける。細目で、カメラが趣味。2023年の「不可視」のピラーとの戦闘で戦死。
『戦翼のシグルドリーヴァ　Sakura（上）』では天塚同様に現役自衛官であり、同僚の天塚と共に第一次戦乙女選抜試験に参加、戦乙女となった。
『戦翼のシグルドリーヴァ Sakura（下）』にて、桜に戦乙女を辞めさせるため彼女を戦乙女訓練生の教官として推薦するが、桜が戦乙女を辞めることはなかった。
沖田・歳三（おきた・としぞう）
声 - 大塚明夫
沖田・桜の父親。ピラー出現以前から航空自衛隊に所属しており、階級は空将捕。
アニメ本編では富士のプライマリー・ピラー殲滅作戦の指揮をとった。第7話において大地を焼き払ったトールの雷槌により基地ごと消し飛ばされ戦死した。

### 狂撃の英雄
ルーク・フォン・エーベルブルク
ドイツ連邦陸軍大尉。「パンドラの悲劇」においてNATOギリシャ派遣部隊ドイツ戦車連隊の連隊長を務めた。軍人の家系でそのいずれもが百年戦争から続く大戦を経験しており、「戦争狂」のあだ名を持つ。
バウアー
ドイツ連邦陸軍軍曹。女性軍人で、エーベルブルク大尉の乗車「ルーク01」の搭乗員。娘が一人おり（夫の存在は不明）、ピラーの侵攻に伴いミュンヘンの叔母の家に疎開させている。

### その他
オーディン
声 - 花守ゆみり（少年の姿）、神谷明（老人の姿）
自らを神と名乗る存在。2020年8月21日、人類に自らの加護を受けた戦乙女と英霊機を授けた。フリズスキャルヴと呼ばれる映画館に似た部屋を居室としている。また古代に起きた終末戦争、ラグナロクでの敗北を認めておらず、ラグナロクはこれから起こるのだと吹聴している。
第7話においてトールの雷撃と共に姿を消すが、第10話において各国の首脳陣に北欧神話の真実が伝えられる中トールと共に現われ、人類に対し敵対を宣言した。
第11話からの第二次ラグナロク作戦では、富士プライマリピラー内部に突入してきたクラウ達の前にスレイプニルに伴い現われ、スレイプニルに搭乗しクラウ達と戦闘に入るも、最終的にクラウに拒絶されスレイプニルを撃破される。そして富士プライマリー・ピラーのヴァルドランテでアズズと宮古に心情を吐露し姿を消した。
ラサ・ルリザーレ
声 - 伊藤静
使用機はAr234B-2。21歳。「踊る女神」の愛称を持つ褐色のワルキューレ。富士ピラー攻略戦に参加したワルキューレの一人で、第二次ラグナロク作戦にも参加し無事に帰還する。作中を通して描写された範囲で唯一のジェット機をモデルとした英霊機をもつ戦乙女。所属部隊は第302戦術姫隊。
ニーナ・コルマコフ
声 - 麻倉もも
使用機はIl-2 NS-37。18歳。「地獄のメイド」の愛称を持つメイド服を着たワルキューレ。富士ピラー攻略戦に参加したワルキューレの一人で、第二次ラグナロク作戦にも参加し無事に帰還する。所属部隊は第104戦術姫隊。

## 登場兵器

### 英霊機
オーディンにより授けられた、唯一ピラーに対抗可能な戦乙女用の兵器。実在した航空機を模しているが、その性能はモデルとなった機体には依存せず、戦乙女個人個人の資質に依存しており、戦乙女の能力で本来の性能の限界以上の力を引き出すことができる。
また、英霊機を授かった本人以外（戦乙女を含む）が使用しても元となった航空機同様の性能しか発揮することができない。このことから戦乙女とともに数に限りがあるため、戦乙女に適性のない者達の乗る最新鋭戦闘機を交えて運用される。
モデルとなる機体には認知度や歴史の重み、またはそれに類する「信仰」や「思い込み」が関係しており、機種全般として過去に大きな活躍を見せたレシプロ機が中心となるものの、条件が揃えばラサ機のようにジェット機も英霊機となりうる。また、現在も軍用で使用されている機体は英霊機とならない。なお、各戦乙女がどの英霊機を授かるかは戦乙女自身の精神や性格などを基に、オーディンが見て知っている物を中心に決定する。
また整備や補給は元となった航空機同様必要であり、改造することも可能。共通して、主翼中央と胴体中部と垂直尾翼にそれぞれ記章が描かれている。
グラディエーターMk.II
クラウディア・ブラフォードの使用機。紺で塗装されている。
この機体のみ垂直尾翼と主翼のステッカーが館山基地所属の他三機と異なっていたが、館山基地に着任後垂直尾翼のステッカーが館山基地のものに更新された。
史実では高性能複葉戦闘機を目指し開発され、実際に複葉機としては先進的かつ高い性能を発揮したものの、同時期により高性能な単葉戦闘機が登場したこともあり早期に他の機体に更新された。しかしながらマルタ島では防空に多大な戦果を挙げたほか、北アフリカではロアルド・ダールが本機に搭乗しエース・パイロットとなるなどの活躍を見せた。
キ-44II乙
六車・宮古の使用機。赤と白と灰色と黄色で塗装されている。
旋回性より直線性能を重視した重武装機体。アズズの手により機首機銃がAN/M2機関銃に交換され、翼下には無反動砲が搭載されている。第二次ラグナログ作戦時には増槽に偽装した106ｍｍ無反動砲が秘密兵器として整備班長により取り付けられていた。
なお、本機の胴体部に描かれている個人章には北欧神話の単語である「Vallhala」の文字が書かれているが、これはオーディンが与えたものであり、作中ではこれはヴァルハラを意味すると認識されていない。
He100D
駒込・アズズの使用機。濃緑と黄色と灰色と白で塗装されている。
史実では一時世界最速を誇ったものの、戦闘機としての性能はあまり優秀ではなく正式採用されることはなかったが、ナチス・ドイツのプロパガンダに使用されるなど偶像的活躍をみせた。
アズズの手により各所に大きな改造が施されており、コクピット後方には8連 × 3列の「ゾンダーゲレート」が装備されている。
M.C.72R
渡来・園香の使用機。ピンクと水色で塗装されている。スーパーチャージャーにより急加速が可能。
モデル機のM.C.72はレシプロ水上機としては世界最速記録を保持する実験機で武装はしていないが、本作に登場する機体は機首上面に機銃を装備しており、フロートの側面に魚雷を搭載するほか、フロート内に爆弾が搭載できるようになっている。
館山基地に所属する戦乙女4人が使用する機体の中ではモデルとなった航空機が最も古い。
スピットファイア Mk.IX
レイリー・ハルティア、ルサルカ・エヴァレスカ、ナタリー・チェイスの使用機。それぞれブルーグレーと赤、赤、銀で塗装されている。
Bf109G-6
リズベット・クラウンの使用機。紫と緑と黄色で塗装されている。
He219A-7
セネア・スティングルの使用機。
F7F
天塚・弥生、神宮寺・晃の使用機。いずれの機体もブルーと赤で塗装されているが、弥生機はブルーが主体、晃機は赤が主体となっている。
レシプロ艦上戦闘機としては珍しい双発の機体であり、多目的機として開発された為大型の重武装機となった。退役ののち民間で消防用として使われた。
P-51
沖田・桜、鈴原・くるみ、石動・萌の使用機。桜の機体はピンク、くるみと萌の機体は赤、オレンジ、グレーで塗装されている。なお、くるみと萌の機体はD型。
最優秀のレシプロ戦闘機と評される非常に高性能な機体。
ランカスター Mk.IS
アルマ・コントーロの使用機。緑と赤と白で塗装されている。機体下部に10t爆弾「グランドスラム」が搭載可能。後部銃座が遠隔操作可能となっている。
Ar234B-2
ラサ・ルリザーレの使用機。作中を通して描写された範囲で唯一のジェット機をモデルとした英霊機。
Il-2 NS-37
ニーナ・コルマコフの使用機。

### その他
A800ZMタイフォン
英霊機専用長距離戦略輸送機。左右外翼部に双連のジェットエンジンを2基、計8基のエンジンを持つ双胴式の超大型輸送機で、中翼部に英霊機の格納庫を持つ。格納庫は輸送のために収容するだけではなく英霊機の空中での発進・収容および整備と補給が可能で、パラサイト・ファイター母機としても機能する。
F-15J
館山基地シールド隊の使用機として登場。実際のF-15とは異なり胴体部の兵装ステーションにも短距離赤外線誘導ミサイルが搭載可能となっている。
EF2000（ユーロファイター・タイフーン）
アニメ第1話冒頭のモンブラン・ピラー攻撃にドイツ空軍およびイギリス空軍所属機が登場。ドイツ側はヴィットムントハーフェン航空基地所属のドイツ空軍の精鋭部隊第71戦術航空団「リヒトホーフェン」であり、リーダー機のみカラーリングが異なる。イギリス側は残存部隊である。最終的にクラウディアを援護するために奮闘するが、ドイツ・イギリス空軍機とも全機が撃墜される。
F-4
第11話において登場。第2次ラグナロク作戦実施にあたりF-15Jの不足を補うため退役予備から前線に戻ることとなった。パイロットは既に退役していたが、作戦に際し復役した。なお全機が通常とは異なり記念塗装となっているが、これはパイロットらの希望によるものである。
F-22
B-2
アニメ第1話冒頭のアラスカ・デナリ山ピラー攻撃にアメリカ軍の機体として登場。ピラーには対抗できず、B-2の爆撃も通用しなかった。
バージニア級原子力潜水艦
アニメ第1話冒頭のアラスカ・デナリ山ピラー攻撃に登場。アラスカ湾からピラーに向けて核弾頭付きのトマホーク巡航ミサイルを発射した。
レオパルト2A7
『狂撃の英雄』でルーク・フォン・エーベルブルク率いるNATOギリシャ派遣部隊ドイツ戦車連隊の戦車として登場。核兵器でも傷つけられなかったピラーを至近距離からの砲撃で撃破する。

## ピラー
2019年3月、北欧ノルウェーのガルフピッゲンにて初めて観測された、地球に突如として現れた全生命を脅かす正体不明の光の柱。周囲の大地から生命力を奪い土地を荒廃させる「枯渇現象」を引き起こす。なかでも世界各地の霊峰に現れたものは「プライマリー・ピラー」と呼称されている。
その内から、小型で戦闘機くらいの大きさの「ターシャリ・ピラー」や超大型でターシャリ・ピラーの数十倍もの防御力と攻撃力を持つ「セカンダリー・ピラー」を排出し、人類を攻撃する。いずれもその姿はヒトデや蛍など地球上の動植物を模しており、強固な外殻を有するため遠距離からの通常の攻撃では破壊に至る傷を負わず、核攻撃も通用しない。ただし、身を挺したり危険を顧みない至近距離からの攻撃については個別にオーディンが加護を与え、ピラーに有効となり外殻に損傷を与えられる場合がある。
一部のピラーの内部には赤色に光るコインの形をした「ヴァンドランデ」と呼ばれる部分があり、これを破壊しない限りそのピラーを消滅させることはできない。ピラーの外殻と違って脆く、通常の銃器類や刀剣などの一般の武器でも打撃が与えられる。ヴァンドランデにはピラーが枯渇現象で得たエネルギーが蓄えられており、損壊させるとエネルギーが解放されてピラーは若木となり、枯渇現象によって荒廃した大地を潤す。
一部の強力なセカンダリー・ピラーは「ヤドリギ」などの個体名が与えられ、警戒されている。なお、プライマリを除くピラーにおいては活動限界時間があり、それを超えると消滅、撤退、ないし一時的に活動を休止する。
なお、「ピラー」とは「柱」を意味する「pillar」から「光の柱」と、古語で「略奪者」を意味する「piller」から「周囲から気を奪う（枯渇現象）存在」とを意味するダブルミーニングとなっている。
ヨルムンガルド
アラスカのデナリ山を守る巨大なセカンダリー・ピラーで、全身は骨格状で竜のような頭部を持つ。動きは鋭敏であり、米軍潜水艦から発射された核弾頭搭載の巡航ミサイルを防いだ。
カブトガニピラー
数百から数千の大群を組むターシャリ・ピラー。体当たりや光線で攻撃する。
モンブランピラー
アルプスのモンブランに出現した、ヴァンドランデを中心にそれを囲む無数の剣と盾からなる非常に強力なセカンダリー・ピラー。ウニを模した形状をしている。移動能力こそ持たないものの、英霊機の攻撃を弾くほどの強力な防御力と攻撃力を持つ。
トビウオピラー
第1話にてモンブランピラーと共に大量に出現したターシャリ・ピラー。対空戦を得意としており口から光線を放射する。
クラゲピラー
クラウディアが館山基地へ着任すべく移動中に海上で遭遇したターシャリ・ピラー。親クラゲから小型の子クラゲを回転しながら放出し攻撃をする。子クラゲは親クラゲがいる限り補充されるため制圧力があるものの活動時間は短い。ヴァンドランデは持たない。
フジツボピラー
空中で静止できる設置型ターシャリ・ピラー。機動性は他のピラーより低いが近づいてきた敵を光線で攻撃する。
クジラピラー
海底に潜みクラゲピラーを放出していたセカンダリー・ピラー。身体のほとんどがゼリー状の物質で覆われておりそこを金色のフレームで形を作っている、ゼリー状の部分から大量の子クラゲを放出して攻撃するほか、ダメージを受けると上部の被膜が開き親クラゲを放出する。
クリオネピラー
東京湾アクアライン（海ほたる）に出現したセカンダリー・ピラー。セカンダリーとしては小型なものの水を操ることができ、水壁で広範囲を覆うことで制圧し自身を守る障壁にして防御するほか水刃を用いて攻撃を行う。また体内の内燃機関を露出させる第2形態が存在し、内燃機関の金属をも溶かす高温で相手からの攻撃を防ぎ、攻撃を行う。
チンアナゴピラー
超高周波音を用いて連携・索敵を行うターシャリ・ピラー。広範囲に枯渇現象を引き起こすことができ、4体で相互に交信することで地脈を通じ撃破された個体を復活させる。
タツノオトシゴピラー
富士プライマリー・ピラー周辺に大量に出現したセカンダリー・ピラー。浮遊砲台型であり、土石のような実体弾を発射し攻撃をする。
巻貝ピラー
遠距離攻撃能力は持たないものの、機動力を活かした突進で攻撃を行うターシャリ・ピラー。本来は建材のような役割を持つピラーで、その剛性と質量は人類にとって脅威となっている。
時計塔ピラー
巻貝ピラーが集まりセカンダリーとなった空間型のピラー。攻撃能力はないものの、時間を巻き戻してターシャリ・ピラーやヴァンドランデを復活させることができる。
トール
富士プライマリー・ピラーを守護するプライマリー・ピラー。極めて強力な装甲を持ち、手にしているハンマー「ミョルニル」を振り下ろすことで射線上に強力な攻撃を行う。またミョンニルを振り上げることで広範囲に雷撃を落とすことが可能。

## 用語
戦乙女（ワルキューレ）
ピラーに対抗するためオーディンにより授けられた、英霊機に搭乗することで唯一ピラーを撃破できる存在であり、ピラーの起こす枯渇現象に対してある程度耐性を持つようになる。適性のある者を人類が選別し、オーディンがミーミルの泉などにて力を授けることで戦乙女となる。
その世代によって、オーディンに直接選ばれた最初の一人「ファースト」。軍内から資質の高さに関係なく適性の見込まれるものを選抜した「セカンド」。軍民関係なく、より高い適性を基準に世界中の志願者から選抜された精鋭の「サード」。そして志願者以外にも対象を広げた「フォース」。これら4種に分類される。
戦乙女のなかでも特別な力を持つ9人にはそれぞれシュヴェルトライテ、ロスヴァイセ、ジークルーネ、オルトリンデ、ヘルムヴィーゲ、ゲイルスコルグ、ランドグリーズ、レギンレイヴ、スヴェイズの名が与えられており、まとめて「ネームドワルキューレ」と呼ばれている。
シグルドリーヴァ
ピラーへの反抗を目的として創設された戦乙女の小隊。戦術姫隊とも。『シグルドリーヴァ』とは最初のワルキューレ、すなわち戦乙女の長女を指す言葉であり、『勝利をもたらすもの』を意味する。

戦翼の日
2020年10月31日、戦乙女の初陣となった戦い。人類のピラーに対する反撃の始まりとなった。
パンドラの悲劇
2020年12月11日前後に発生し、参加した戦乙女が全滅した、欧州戦線最大の大敗を喫した戦い。作戦名はトロイ。セカンダリー・ピラーの出現が初めて確認された。この戦いに際しアレハンドロが近隣の都市から大勢の民間人を避難させることに成功しており、これは「ラミアの奇跡」と呼ばれている。

館山基地
アニメ主要戦乙女4人の所属する基地。モデルは海上自衛隊館山航空基地だが、滑走路が延長されている。
シールド隊
戦乙女の護衛を担当する戦闘機部隊。パイロットは戦乙女としての適性を持たず、使用機体も英霊機ではなく通常の戦闘機を使用する。

## 製作
| 原作                         | 戦翼倶楽部                                           |
| 監督                         | 徳田大貴                                             |
| シリーズ構成                 | 長月達平                                             |
| 脚本                         | 長月達平、鈴木貴昭                                   |
| 世界観設定・設定考証         | 鈴木貴昭                                             |
| キャラクター原案             | 藤真拓哉                                             |
| キャラクターデザイン         | 横田拓己                                             |
| サブキャラクターデザイン     | 水谷雄一郎                                           |
| 軍事監修協力                 | Mr.C、Mr.G、金子賢一 小滝健一郎、長谷川竹光 吉川和篤 |
| プロップ・メカニックチーフ   | 江間一隆                                             |
| メインアニメーター           | 鳥居貴史、太田慎之介                                 |
| ピラーデザイン               | 安達洋介                                             |
| デザインワークス             | うみのみず                                           |
| 美術監督                     | 渡辺幸浩、若林里紗                                   |
| 美術設定                     | 松本浩樹                                             |
| 色彩設計                     | 佐野ひとみ                                           |
| CG監督                       | 萩田直樹                                             |
| 3DCGプロデューサー           | 田村和也                                             |
| 撮影監督                     | 関谷能弘                                             |
| スーパーバイザー             | 萩原猛                                               |
| 編集                         | 重村建吾                                             |
| 音響監督                     | 岩浪美和                                             |
| 音楽                         | 小森茂生、百石元                                     |
| 音楽プロデューサー           | 山内真治                                             |
| 音楽制作                     | アニプレックス                                       |
| チーフプロデューサー         | 柏田真一郎                                           |
| プロデューサー               | 神宮司学、大和田智之、 石田悟朗、中島保裕            |
| アニメーションプロデューサー | 山田賢志郎、菊池雄一郎                               |
| 制作                         | A-1 Pictures                                         |
| 製作                         | 909整備補給隊                                        |

本作の企画は、2016年5月に『ハイスクール・フリート』の制作に携わった鈴木貴昭と柏田真一郎の間で、柏田が鈴木に「次は空ものやりたい」と声をかけたことから始まった。鈴木は1年以上そのアイディアを練り続け、2017年9月にシリーズ構成の長月達平が参加したことにより、企画は前進した。
その後、2020年3月1日に公式WebサイトやTwitterが開設され、同年3月22日にニコニコ生放送、YouTube、AbemaTVにて配信された『アニプレックス48時間テレビ！』のコーナーとして制作発表会が行われた。
2020年4月22日にはニコニコ生放送にて毎月のレギュラー生放送『ワルキューレ情報局』第1回の配信が予定されていたが、2019新型コロナウイルスの感染拡大を受けて延期となり、同年6月24日から12月26日まで全7回がニコニコ生放送、YouTube、Periscopeにて配信された。

## 作風・タイアップ
作品全体のモチーフとして、北欧神話が使用されている。これはストーリー構成の長月達平が仕事のオファー時に偶然にも北欧神話を読み直しており、その提案で話に組み込まれた。ただし作中世界では北欧神話がオーディンの手によってローマの神々に置き換えるなどして抹消されており、本来では北欧神話由来の曜日である「Tuesday（火曜日）」「Wednesday（水曜日）」「Thursday（木曜日）」「Friday（金曜日）」がそれぞれ「Marteday」「Mercreday」「Gioveday」「Venerday」に置き換えられているなど、その影響が随所にみられる。なお、オーディンによる北欧神話の抹消に伴い北欧神話の神々がローマの神々に置き換えられたことにより、作中世界の現代では、古代の北欧にはローマの文化が浸透していたと認識されている。
また、本作は千葉県館山市の海上自衛隊館山航空基地を舞台としており、市内の名所も複数登場する。館山市とタイアップしており、ホームページ上に観光マップを公開している。館山市では令和元年房総半島台風や新型コロナウイルス感染症の影響で観光客が減少しており、同市観光みなと課は観光面での効果も期待する、とした。
その後タイアップ企画として2020年10月28日より日東交通およびJRバス関東によるラッピングバスの運行が行われているほか、同31日より等身大パネルの設置が行われており、アニメグッズの配布も行われた。
また、Blu-ray/DVDの販売に際し「応援！館山基地」キャンペーンと称し、千葉県内一部店舗での購入に対し特典を付与するなど地域性の強い施策が行われている。
当初はBlu-ray/DVD第1巻の発売を記念し館山でのイベント開催を予定していたが、2019新型コロナウイルスの感染拡大を受けてオンラインイベントへと変更し2021年4月18日に開催された。同年4月10日から11日にかけて、館山ファミリーパークにおいてラッピングバスおよび初公開のものを含む等身大パネルの展示会が行われた。

## 主題歌
「Higher's High」
ナナヲアカリによるオープニングテーマ。作詞・作曲・編曲はナユタセイジ。ナナヲはポエトリーも担当している。
ナナヲは、自身の楽曲らしさを保ちつつもアニメとの親和性が高い曲と述べ、「決意の歌」としている。また、音楽評論家の冨田明宏はシンセ・ギターロックサウンドを用いた疾走感のある「王道のアニソン」と評し、強くメッセージを投げかけるエモーショナルなメッセージソングであると述べた。
「サヨナラナミダ」
スピラ・スピカによるエンディングテーマ。作詞は幹葉とSaku、作曲・編曲はSaku。
幹葉は作中のキャラクターの「悲しさで動けず光がないような、静かな悲しみ」を代弁するような歌詞を綴ったと述べ、ギターの寺西は鎮魂歌のような曲と評した。
「Fly high」
六車・宮古（稗田寧々）による第4話エンディングテーマ。作詞は松原さらり、作曲はキクイケタロウ、編曲は高橋浩一郎。
「クラウディアの子守唄」
クラウディア・ブラフォード（山村響）による第3・10・最終話挿入歌。作曲・編曲は南田健吾。
「ほしのかけら」
スピラ・スピカによる第11話挿入歌。作詞は幹葉とキタニタツヤ、作曲はキタニタツヤ、編曲はIf I。
「サヨナラナミダ」との両A面シングルとして発売された。幹葉はサヨナラナミダと対比的に「強く激しい悲しみ」を表現した、ロックバンドらしい曲と述べた。寺西は「戦いに行こう」というような「攻めの曲」と述べ、原点回帰のような曲とした。

## 各話リスト
| 話数 | サブタイトル            | 絵コンテ                                       | 演出                                           | 作画監督                                                         | メカ作画監督                                   | 総作画監督                                     | 初放送日       |
| --- | ----------------------- | ---------------------------------------------- | ---------------------------------------------- | ---------------------------------------------------------------- | ---------------------------------------------- | ---------------------------------------------- | -------------- |
| 第一話 | 館山基地へようこそ！    | 徳田大貴                                       | 徳田大貴                                       | 水谷雄一郎 鳥居貴史                                              | 西岡忍 江間一隆 徳田大貴                       | 横田拓己                                       | 2020年 10月3日 |
| 2025年6月、日本のネームド・ワルキューレ沖田・桜が戦死したことを受け、欧州に所属するネームド・ワルキューレクラウディア・ブラフォードが日本へ派遣されることとなる。 「死神」と呼ばれるクラウディアは日本でも腫れ物扱いを受けると予想していたが、派遣先の館山基地の面々は「館山基地へようこそ！」とクラウディアを明るく迎え入れる。 |                         |                                                |                                                |                                                                  |                                                |                                                |                |
| 第二話 | 海ほたる海上突撃戦！    | 吉田南                                         | 吉田南                                         | 川崎玲奈 山田俊太郎 井元一彰                                     | 西岡忍 石川洋一                                | 中川洋未                                       | 10月10日       |
| クラウディアが館山基地に着任した翌日、館山基地の管轄圏内である海ほたるにピラーが出現する。 水の障壁を展開し侵入を阻むピラーに苦戦する館山基地の面々だが、クラウディアの発案によりアクアラインを通り障壁内に侵入。ピラーの撃破に成功する。 |                         |                                                |                                                |                                                                  |                                                |                                                |                |
| 第三話 | 激戦地回復調査任務！    | 徳田大貴                                       | 渡辺有紀                                       | 山崎浩平                                                         | -                                              | 中川洋未                                       | 10月17日       |
| 前日の海ほたるへのピラー出現を受け、クラウディア、宮古、園香の三人は海ほたるの回復調査、慰問を命じられる。 早くも活気を取り戻した海ほたるで調査を終え帰路に着く三人に、前日の戦いで負傷した偵察隊員が危篤だと連絡が入る。 病院へ到着した三人は死者を悼みクラウディアは自身の家に代々伝わる歌、「クラウディアの子守唄」を歌う。 |                         |                                                |                                                |                                                                  |                                                |                                                |                |
| 第四話 | 館山城水着男女回遊戦！  | 大畑清隆                                       | 飛田剛                                         | 水谷雄一郎 岩井優器 石﨑夏海                                     | 江間一隆                                       | 横田拓己                                       | 10月24日       |
| 強力な異能を持つピラーの前に苦戦を強いられる館山基地。ピラーが活動限界時間に至ったことで戦況は小康状態となるが、ピラーにより戦乙女と英霊機が分断されてしまう。 クラウディアらはシールド隊の発案により地下通路を通り基地に帰還、なんとかピラーを撃破する。そこに増援としてやってきた元ネームドで戦乙女、天塚・弥生が現れる。 |                         |                                                |                                                |                                                                  |                                                |                                                |                |
| 第五話 | 館山基地合流遊撃隊！    | 大畑清隆                                       | 井上圭介                                       | 野間総司 石川洋一 橋口隼人                                       | 石川洋一                                       | 矢向宏志                                       | 10月31日       |
| 弥生は自身が館山基地にやってきた理由として、富士プライマリピラーの攻略作戦が進行中だと明かす。 無茶な作戦だと立案に携わったオーディンに直接抗議するアズズだがオーディンは聞く耳を持たない。そして作戦前夜、オーディンの予言通り世界中のピラーは休眠状態へと入る。 |                         |                                                |                                                |                                                                  |                                                |                                                |                |
| 第六話 | 富士ピラー攻略戦！      | 徳田大貴                                       | 森公太                                         | 徳田大貴                                                         | 徳田大貴                                       | 徳田大貴                                       | 11月7日        |
| 世界中から戦力を集め決行される富士プライマリピラー攻略作戦。基地の面々はプライマリ内部の異空間へと突入を果たす。 しかし突如として世界各地に多数のピラーが出現、そしてかつて撃墜された戦乙女がスヴァルト・ワルキューレとして館山基地の面々の前に立ちはだかる。 |                         |                                                |                                                |                                                                  |                                                |                                                |                |
| 第七話 | 富士ピラー撤退戦！      | 徳田大貴 堀之内元                              | 菊池貴行                                       | 石﨑夏海 山崎浩平 川崎玲奈                                       | 江間一隆                                       | 横田拓己                                       | 11月14日       |
| ピラーの出現を受け作戦は中止、戦乙女たちは撤退を図る。しかし突如それまで沈黙を貫いていたピラー、トールが活動を開始。ハンマーを振り下ろし司令部を消滅させる。 かろうじて下総基地に帰還した館山基地の面々。弥生は取り残された戦乙女の救出任務に志願、無謀な戦いに挑む。 合流地点で弥生の帰還を待つ館山基地の面々だったが、そこに帰還してきたのは弥生のペンダントを持ったリズベット・クラウンただ一人であった。 |                         |                                                |                                                |                                                                  |                                                |                                                |                |
| 第八話 | 神話世界探索作戦！      | 吉原薫                                         | 井上圭介                                       | 斉藤準一 木藤貴之 佐藤好 Park Ae-lee Lim Ji-hyun                 | 木藤貴之                                       | 中川洋未                                       | 11月21日       |
| 館山基地司令の里見はアズズに富士プライマリピラー攻略作戦で戦死した沖田空将補が遺した音声データを聞かせる。 ヴァルハラやアスガルドといった聞き覚えのない単語に困惑するアズズは、実家が北欧のクラウディアにその意味を問う。その瞬間、基地内に突如として光の門が現れる。 クラウディアとアズズはヴァルハラへと通じるというその門の調査を命じられ、オーディンが言う「ラグナロク」の結末を示す壁画を目の当たりにする。 そして単機での館山基地奪還を目指す宮古の前にはターシャリ・ピラーが結集し巨大なセカンダリー・ピラーとして立ちはだかる。 |                         |                                                |                                                |                                                                  |                                                |                                                |                |
| 第八・五話 | 第909戦術姫隊戦闘記録！ | キュー・テック 大嶋健夫 笠原淳（ディレクター） | キュー・テック 大嶋健夫 笠原淳（ディレクター） | キュー・テック 大嶋健夫 笠原淳（ディレクター）                   | キュー・テック 大嶋健夫 笠原淳（ディレクター） | キュー・テック 大嶋健夫 笠原淳（ディレクター） | 11月28日       |
| 第一話から第八話までの内容をまとめた総集編。 |                         |                                                |                                                |                                                                  |                                                |                                                |                |
| 第九話 | 館山故郷奪還戦！        | 小原正和                                       | 小原正和                                       | 水谷雄一郎 野間総司 井元一彰 山田俊太郎                          | 西岡忍 江間一隆 木藤貴之                       | 横田拓己                                       | 12月5日        |
| 恐怖から英霊機に乗れなくなっていた園香は弥生から託されたお守りを開封する。そのメッセージに激励された園香は宮古の元へと駆けつけセカンダリ・ピラーを撃破する。 クラウディアらはヴァルハラを守る古代の戦士の襲撃を受ける。クラウディアらは辛うじてヴァルハラからの脱出に成功、アズズは内部の記録から「北欧神話」の存在を提唱する。 |                         |                                                |                                                |                                                                  |                                                |                                                |                |
| 第十話 | 館山湾決戦前夜！        | 飛田剛                                         | 飛田剛                                         | 石川洋一 斎藤悠 佐藤好 Park Ae-lee Kim Yu-sun                    | 石川洋一                                       | 矢向宏志                                       | 12月12日       |
| 富士プライマリピラー攻略作戦から姿を見せていなかったオーディンが人類の前に再び姿を現す。オーディンは自身がピラーを呼び出した黒幕だと認め、富士での再戦を求める。 そうして立案された富士プライマリピラー再攻略作戦の前日、宮古の働きかけにより行われた夏祭りでクラウディアは館山こそが自分の戦う理由なのだと再確認する。 |                         |                                                |                                                |                                                                  |                                                |                                                |                |
| 第十一話 | 富士ピラー再攻略戦！    | 大畑清隆 高橋賢                                | 高橋賢                                         | 中川洋未 柿木田隼人 石川洋一 石﨑夏美 山崎浩平 井元一彰 牧野和俊 | 江間一隆                                       | 中川洋未                                       | 12月19日       |
| 決行される富士プライマリピラー再攻略作戦。オーディンはクラウディアの夢に現れ味方となるよう声をかけるがクラウディアはそれを拒否する。 戦いが始まり、プライマリ・ピラーの内部に居るオーディンの元へ向かう館山基地の面々の前に、再びスヴァルト・ワルキューレが現れる。 |                         |                                                |                                                |                                                                  |                                                |                                                |                |
| 最終話 | 館山基地へようこそ!!    | 徳田大貴                                       | 徳田大貴                                       | 川崎玲奈 水谷雄一郎 斉藤準一 斎藤悠 山田俊太郎 野間総司 佐藤好   | 江間一隆 徳田大貴 石川洋一                     | 横田拓己 徳田大貴                              | 12月26日       |
| 自身もスレイプニルに搭乗し戦いを挑むオーディン。スヴァルト・ワルキューレを園香が、オーディンをクラウディアが、トールを宮古とアズズが相手取ることとなる。 クラウディアが自分の実の娘であると明かし翻意を促すオーディンだが、クラウディアは自分は人間として生きるのだとそれを拒否、オーディンのグングニルを破壊する。 ヴァンドランデが特定されその破壊に向かうアズズの前にオーディンが現れ、英霊機を失い万策が尽きたアズズに神に立ち向かうのを止めるよう促す。 しかしその時、トールを撃破した宮古がヴァンドランデに突貫、御守刀でヴァンドランデを破壊する。それを見たオーディンは自身の敗北を認める。 オーディンは居なくなったもののピラーとの戦いが続く空、館山基地に配属となった新人戦乙女の萌とくるみをクラウディアらは「館山基地へようこそ！」と迎え入れる。 |                         |                                                |                                                |                                                                  |                                                |                                                |                |

## 放送局・配信サイト
| 放送期間                                                            | 放送時間                     | 放送局       | 対象地域   | 備考                             |
| ------------------------------------------------------------------- | ---------------------------- | ------------ | ---------- | -------------------------------- |
| 2020年10月3日 - 12月26日                                            | 土曜 23:30 - 日曜 0:00       | TOKYO MX     | 東京都     |                                  |
|                                                                     |                              | とちぎテレビ | 栃木県     |                                  |
|                                                                     |                              | 群馬テレビ   | 群馬県     |                                  |
|                                                                     |                              | BS11         | 日本全域   | 製作参加 / BS放送 / 『ANIME+』枠 |
| 2020年10月4日 - 12月27日                                            | 日曜 1:59 - 2:29（土曜深夜） | 中京テレビ   | 中京広域圏 | 『チュッキョアニメ』枠           |
| 2020年10月5日 - 12月28日                                            | 月曜 23:30 - 火曜 0:00       | AT-X         | 日本全域   | CS放送 / リピート放送あり        |
| 2020年10月7日 - 12月30日                                            | 水曜 1:00 - 1:30（火曜深夜） | 千葉テレビ   | 千葉県     | 作品の舞台地。                   |
| 2020年10月7日 - 2021年1月10日                                       | 水曜 3:00 - 3:30（火曜深夜） | 毎日放送     | 近畿広域圏 | 『アニメ特区』第2部              |
| 初回は1時間スペシャルとして拡大放送で、毎日放送のみ30分前倒し開始。 |                              |              |            |                                  |

| 配信開始日                                                         | 配信時間                     | 配信サイト |
| ------------------------------------------------------------------ | ---------------------------- | --- |
| 2020年10月3日                                                      | 土曜 23:30 - 日曜 0:00       | ABEMA |
| 2020年10月6日                                                      | 火曜 12:00 更新              | dアニメストア （本店・ニコニコ支店・for Prime Video） ニコニコチャンネル GYAO! U-NEXT アニメ放題 バンダイチャンネル Hulu J:COMメガパック TELASA FOD ひかりTV Amazonプライム・ビデオ ビデオマーケット DMM.com music.jp TVer MBS動画イズム |
| 2020年10月7日                                                      | 水曜 0:30 - 1:00（火曜深夜） | ニコニコ生放送 |
| ABEMAおよびニコニコ生放送のみ初回は1時間スペシャルとして拡大配信。 |                              | |

また、長月達平と鈴木貴昭、およびゲストによるオーディオコメンタリーを添えた『戦翼のシグルドリーヴァおじさんコメンタリー』（おじコメ）が配信されている。
| 配信開始日                                              | 配信時間               | 配信サイト |
| ------------------------------------------------------- | ---------------------- | --- |
| 2020年10月8日                                           | 木曜 12:00 更新        | ABEMA dアニメストア（本店・ニコニコ支店・for Prime Video） ニコニコチャンネル GYAO! U-NEXT アニメ放題 バンダイチャンネル Hulu J:COMメガパック TELASA FOD ひかりTV Amazonプライム・ビデオ ビデオマーケット DMM.com music.jp TVer MBS動画イズム |
|                                                         | 木曜 23:30 - 金曜 0:00 | ニコニコ生放送 |
| ニコニコ生放送のみ初回は1時間スペシャルとして拡大配信。 |                        | |

## BD / DVD
| 巻 | 発売日         | 収録話          | 規格品番      | 規格品番      |
| 巻 | 発売日         | 収録話          | BD限定版      | DVD限定版     |
| -- | -------------- | --------------- | ------------- | ------------- |
| 1  | 2020年12月23日 | 第1話 - 第2話   | ANZX-13161/2  | ANZB-13161/2  |
| 2  | 2021年1月27日  | 第3話 - 第4話   | ANZX-13163/4  | ANZB-13163/4  |
| 3  | 2021年2月24日  | 第5話 - 第6話   | ANZX-13165/6  | ANZB-13165/6  |
| 4  | 2021年3月24日  | 第7話 - 第8話   | ANZX-13167/8  | ANZB-13167/8  |
| 5  | 2021年4月28日  | 第9話 - 第10話  | ANZX-13169/70 | ANZB-13169/70 |
| 6  | 2021年5月26日  | 第11話 - 第12話 | ANZX-13171/2  | ANZB-13171/2  |

## ライトノベル
『戦翼のシグルドリーヴァ Rusalka』が角川スニーカー文庫（KADOKAWA）より発売。著者は長月達平、挿絵は藤真拓哉、原作は戦翼倶楽部。欧州を舞台に、女軍人ルサルカ・エヴァレスカを主人公に据えたアニメの前日譚が描かれる。
同じく著者：長月達平、挿絵：藤真拓哉による『戦翼のシグルドリーヴァ Sakura』が角川スニーカー文庫より発売された。こちらは日本人の戦乙女沖田・桜を主人公とした前日譚であり、渡来・園香をはじめとするアニメに登場する多くの人物の過去も描かれている。
また、放送終了後からカクヨムにて『戦翼のシグルドリーヴァ 小話』として、著者：長月達平の小説が公開されている。こちらは公式からの発表ではなく、著者の個人アカウントからの投稿であるため、現状では完全な公式発表ではない。2022年7月現在、メインキャラクターの4人の誕生日に更新され、全8話が公開されている。

### 戦翼のシグルドリーヴァ Rusalka
| # | 発売日       | ISBN                   |
| --- | ------------ | ---------------------- |
| 上 | 2020年5月1日 | ISBN 978-4-04-109402-0 |
| プロローグ『――戦翼の日』、第一章『セカンド・ワルキューレ』、第二章『傷だらけの赤』、第三章『そこに空があるから』、第四章『シグルドリーヴァ』 |              |                        |
| セカンド・ワルキューレ屈指のエースであるルサルカ・エヴァレスカはある日、かつて戦乙女になる前のルサルカを救った世界唯一のファースト・ワルキューレ、エイミーと出会う。エイミーと同じ基地で生活し共に戦う日々のなか、上層部はルサルカに新設されるエイミー専属の小隊を率いないかと提案するが、ルサルカはそれを拒否し同じ小隊に所属する他の戦乙女と対立する。 その後、ルサルカを除いた小隊に所属する戦乙女がエイミーとともに各地を転戦することとなるが、「パンドラの悲劇」においてエイミーと彼女の小隊は強敵セカンダリー・ピラーと遭遇し、それと刺し違えて全滅してしまう。 数ヶ月後、後悔から飛ぶことを止めオペレーターとなったルサルカの前にセカンダリー・ピラーが現れる。セカンダリー・ピラーの異能を用いた攻撃で司令部が壊滅しハンブルク基地は混乱へと陥る。戦死したハンブルク基地司令に代わり指揮をとるアレハンドロ・オストレイの激励を受け、ルサルカは再び空へと飛び立ちセカンダリーピラーの撃破に貢献する（戦翼の再来、ハンブルク基地攻防戦）。 ルサルカはその功績を讃えられ、ナタリー・チェイス、アルマ・コントーロ、シャノン・スチェアートと共に、来るべき反撃に向けて新設される部隊「シグルドリーヴァ」の隊長として任を受ける。 |              |                        |
| 下 | 2020年7月1日 | ISBN 978-4-04-109403-7 |
| プロローグ『――古の子守唄』、第一章『シグルドリーヴァの再生』、第二章『ブラフォード姉妹』、第三章『厄災のセカンダリー・ピラー』、第四章『ギャラルホルン』、第五章『Total War』、第六章『ルサルカ・エヴァレスカ』 |              |                        |
| ハンブルク基地での戦いから約半年、転戦を重ね各地で戦果を積み重ねてきたシグルドリーヴァ隊は強力なセカンダリー・ピラー「ヤドリギ」を追いホーン基地に居を構えていた。優秀だが協調性に欠ける新入隊員リズベット・クラウンとレイリー・ハルティアの扱いに頭を悩ませるルサルカの前に大神オーディンが現れルサルカにピラー攻略の鍵を握る姉妹、クラウディア・ブラフォードとシーリーン・ブラフォードの保護を命じる。 途中ピラーの襲撃を受けつつもルサルカらは無事姉妹を保護することに成功する。しかし基地に戻った矢先、ナタリーがヤドリギに侵され神木化が進行していることが判明、シグルドリーヴァ隊はナタリーを救い、またピラーとの戦いを大きく変える神器ギャラルホルンを完成させるためピラーとの決戦へ挑むこととなる。 5日後、決戦の準備を整えたシグルドリーヴァ隊はじめホーン基地の前にヤドリギを含む4体のセカンダリー・ピラーと無数のターシャリ・ピラーが現れる。未曾有の強敵に戦乙女たちは苦戦するものの、ナタリーの献身もありピラーの撃退に成功、神器ギャラルホルンも完成する（ヴァイナハテン決戦）。 |              |                        |

### 戦翼のシグルドリーヴァ Sakura
| # | 発売日        | ISBN                   |
| --- | ------------- | ---------------------- |
| 上 | 2020年10月1日 | ISBN 978-4-04-109398-6 |
| プロローグ『テレビの向こうの出来事』、第一章『枯れない桜』、第二章『ウイングメイト』、第三章『戦乙女候補生』、第四章『先任と新任』、第五章『叙翼式』、第六章『Fatal War』、第七章『日ノ本の桜』 |               |                        |
| 下 | 2020年12月1日 | ISBN 978-4-04-109401-3 |
| 第一章『地獄の百里戦線』、第二章『戦乙女新世代』、第三章『沖田・桜の教官生活』、第四章『Limited War』、第五章『愛おしき翼の姉妹たちへ』、第六章『オルトリンデ』                                 |               |                        |

## 漫画
阿部かなりが手がけるスピンオフ作品『戦翼のシグルドリーヴァ ノンスクランブル』が『月刊コミックアライブ』 (KADOKAWA)にて2020年9月号より2022年5月号まで連載。アニメ版での登場人物に焦点を当てた日常話を主軸とし、クラウディアが館山基地に配属される直前の前日譚も内包する。
また、鈴木貴昭と野上武志による外伝作品『戦翼のシグルドリーヴァ 狂撃の英雄』が『COMIC Hu』にて2020年10月4日から2021年7月4日にかけて連載された。こちらは「パンドラの悲劇」内の時系列で、参戦した戦乙女が行方不明という状況下の戦場のさなか、ピラー相手に生き残りをかけて戦う男性戦闘員たちの物語となっており、戦車連隊長ルーク・フォン・エーベルブルクとライトノベル『戦翼のシグルドリーヴァ Rusalka』にも登場するアレハンドロ・オストレイからの視点で進行する。

### 書誌情報
- 戦翼倶楽部（原作）、阿部かなり（漫画） 『戦翼のシグルドリーヴァ ノンスクランブル』 KADOKAWA〈MFコミックス アライブシリーズ〉、全2巻
  1. 2020年11月21日発売[81]、ISBN 978-4-04-064746-3
  2. 2022年3月23日発売[82]、ISBN 978-4-04-681132-5
- 戦翼倶楽部（原作）、野上武志（漫画） 『戦翼のシグルドリーヴァ 狂撃の英雄』 KADOKAWA〈ヒューコミックス〉、全2巻
  1. 2020年12月4日発売[83]、ISBN 978-4-04-064821-7
  2. 2021年8月4日発売[84]、ISBN 978-4-04-680112-8